# Équipe des États-Unis de roller in line hockey
 (novembre 2014).
L'équipe des États-Unis de roller in line hockey est la sélection des meilleurs joueurs américains de roller in line hockey. Actuellement les États-Unis se situent au 5e rang  mondial au niveau masculin.

## Fédération
Les États-Unis sont affiliés au niveau international, à la fois à la FIRS et à l'IIHF. Ils participent donc aux deux championnats du monde chaque année. Au niveau national, le sport est géré par USA Roller Sports (USARS) (pour les championnats FIRS) et USA Hockey (pour les championnats IIHF).

## Joueurs
Liste des joueurs sélectionnés pour le Championnat du monde FIRS 2007.
| Poste     | Nom                 | n° | Club                           |
| --------- | ------------------- | -- | ------------------------------ |
| Goal      | LAURI Rob           | 01 | Long Beach, Californie         |
| Goal      | TOBIN Tim           | 35 | La Puente, Californie          |
| Défenseur | YODER Jami          | 05 | Elizabethtown, New Jersey      |
| Défenseur | YODER C.J           | 96 | Colorado Springs, Colorado     |
| Défenseur | THOMPSON Greg       | 89 | Bayport, New York              |
| Défenseur | OSTERKAMP Jerry     | 77 | Covina, California             |
| Défenseur | CIOLLI Mike         | 27 | Colorado Springs, Colorado     |
| Défenseur | BEILSTEN J.P        | 07 | Saint Charles, Missouri        |
| Attaquant | WEICHSELBAUMER Eric | 25 | East Longmeadow, Massachusetts |
| Attaquant | MESSIMA Pete        | 41 | Elkgrove Village, Illinois     |
| Attaquant | MARSZALEK Zygmund   | 28 | N. Bellmore, New York          |
| Attaquant | COSTANZA Dan        | 14 | Schaumburg, Illinois           |
| Attaquant | CHAVIRA Juaquin     | 78 | Duarte, California             |
| Attaquant | CHAVIRA Itan        | 10 | Duarte, California             |

## Palmarès auxchampionnats du monde FIRS
- 2007 - 5e place
- 2006 - 1re place,  médaille d'or
- 2005 - 1re place,  médaille d'or
- 2004 - 1re place,  médaille d'or
- 2003 - 1re place,  médaille d'or
- 2002 - 2e place,  médaille d'argent
- 2001 - 1re place,  médaille d'or
- 2000 - 1re place,  médaille d'or
- 1999 - 2e place,  médaille d'argent
- 1998 - 1re place,  médaille d'or
- 1997 - 1re place,  médaille d'or
- 1996 - 1re place,  médaille d'or
- 1995 - 1re place,  médaille d'or